# Landhoen

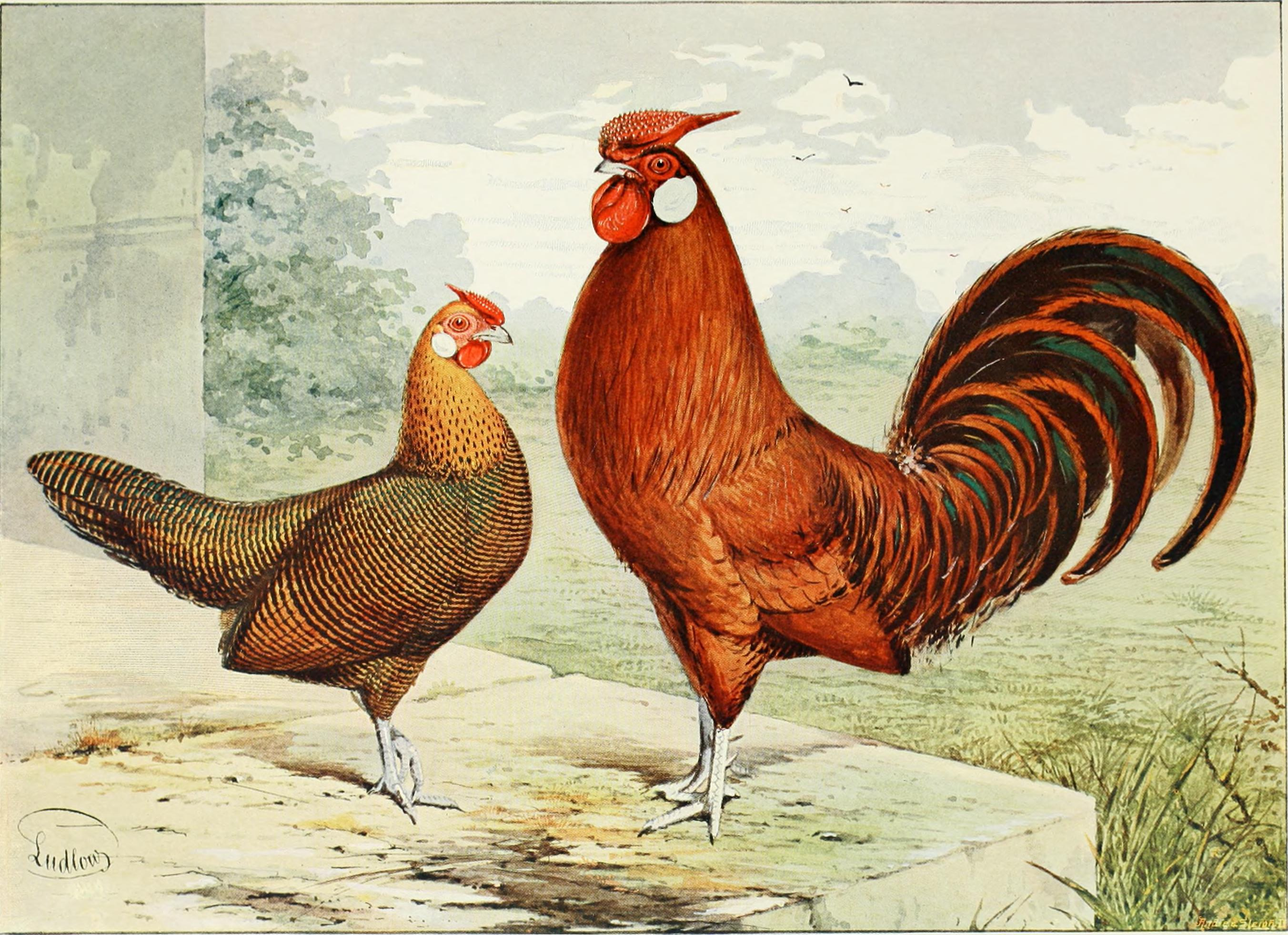
Hollands hoen met typische landhoenvorm

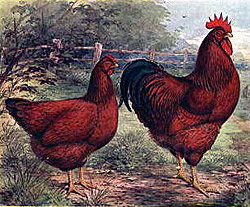
Rhode island red, een Amerikaans kippenras (1915) met rondere vormen

Het landhoen is een algemene benaming voor oorspronkelijke kippenrassen in Europa.

## Naam
Het begrip werd ingevoerd aan het einde van 19de eeuw om een onderscheid te maken tussen de destijds nieuw ingevoerde Aziatische en Amerikaans rassen enerzijds en de oude "boerenrassen" anderzijds. Het is eveneens onderdeel van de naam van verschillende rassen:
- Deens landhoen[2]
- Frankisch landhoen[3]
- Brabants landhoen of Brabants boerenhoen
- Vierländer Landhuhn, de voorvader van het Duitse Ramelsloher hoen[4]

Het begrip landhoen wordt recent ook bij reclame voor biologische pluimveeteelt gebruikt, onafhankelijk van de oorspronkelijke betekenis.

## Vorm
De oorspronkelijke Europese kippenrassen bezitten over het algemeen een "typische landhoenvorm". Ze zijn gewoonlijk hoger gesteld, slanker en lichter dan de meestal zwaarder en ronder gebouwde Aziatische rassen en de daarvan afgeleide Amerikaanse rassen. Meestal wordt voor de landhoenvorm de beschrijving "gestrekt" gebruikt.